# Dranse (Haute-Savoie)
Die Dranse (früher italienisch Dranza) ist ein Gebirgsfluss in Frankreich, der im Département Haute-Savoie in der Region Auvergne-Rhône-Alpes verläuft. Sie entsteht durch Vereinigung ihrer beiden Quellflüsse Dranse d’Abondance und Dranse de Morzine, im Gemeindegebiet von La Forclaz. Mit der Dranse d’Abondance zusammen ist sie hydrografisch als ein Wasserlauf von zusammen 49,1 km klassifiziert. Die Dranse entwässert generell Richtung Nordwest und mündet nach einer Strecke von rund zehn Kilometern im Gemeindegebiet von Publier nahe Évian-les-Bains in den Genfersee.
Bei ihrer Mündung bildet die Dranse ein kleines Flussdelta, das unter Naturschutz steht (Nationales Naturschutzgebiet Dransedelta). Das Delta hat eine Fläche von 53 Hektar. In der Nähe des Deltas befindet sich das kleine französische Weinbaugebiet Crépy.
Entlang des Flusses befinden sich die Orte Évian-les-Bains, Thonon-les-Bains und Armoy.